# Мангонвиль
Мангонви́ль (фр. Mangonville) — коммуна во французском департаменте Мёрт и Мозель, региона Лотарингия. Относится к  кантону Аруэ.

## География

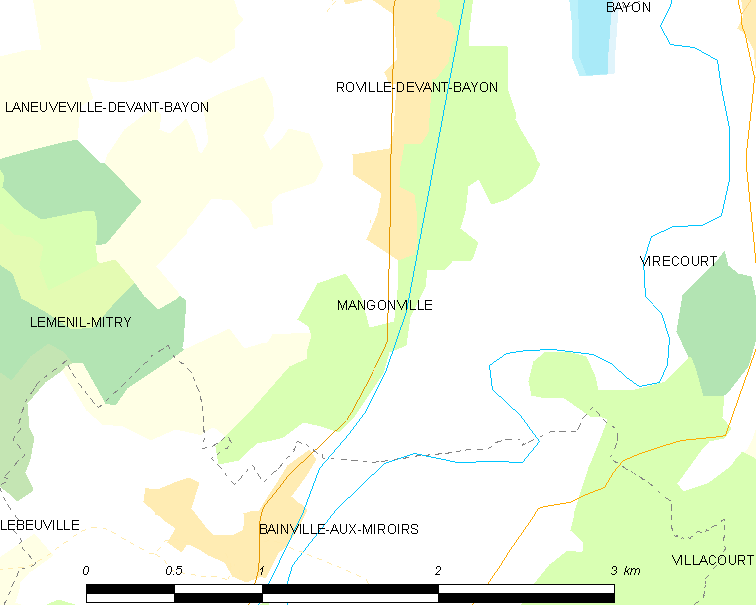
Окрестности Мангонвиля.

Мангонвиль расположен в 28 км южнее Нанси. Соседние коммуны: Ровиль-деван-Байон на севере, Вирекур на востоке, Бенвиль-о-Мируар на юге, Лемениль-Митри на западе, Ланёввиль-деван-Байон на северо-западе.

## Демография
Население коммуны на 2010 год составляло 228 человек.
| 1962 | 1968 | 1975 | 1982 | 1990 | 1999 | 2010 |
| ---- | ---- | ---- | ---- | ---- | ---- | ---- |
| 215  | 224  | 205  | 236  | 231  | 232  | 228  |